# Lélex (Laconie)
Pour les articles homonymes, voir Lélex.
Dans la mythologie grecque, Lélex est le premier roi légendaire de Sparte et de la Laconie.
Il passe pour un autochtone, « enfant spontané de la terre ». Il est marié à la naïade Cléocharie, qui le rend père de Mylès et Polycaon (le pseudo-Apollodore ajoute Eurotas).

## Sources
- Pseudo-Apollodore, Bibliothèque [détail des éditions] [lire en ligne] (III, 10, 3).
- Pausanias, Description de la Grèce [détail des éditions] [lire en ligne] (III, 1).